# Teveliivka, Dzerjînsk
Teveliivka (în ucraineană Тевеліївка) este un sat în comuna Sadkî din raionul Dzerjînsk, regiunea Jîtomîr, Ucraina.

## Demografie
Componența lingvistică a localității Teveliivka
     Ucraineană (100%)
Conform recensământului din 2001, toată populația localității Teveliivka era vorbitoare de ucraineană (100%).